# Uhřice (Zlín)
Uhřice (in tedesco Auherschitz) è un comune della Repubblica Ceca facente parte del distretto di Kroměříž, nella regione di Zlín.